# Clementino Vannetti
(Ippolito Pindemonte, in Al Cavaliere Clementino Vanetti, vv. 1-4)
Clementino Vannetti (Rovereto, 14 novembre 1754 – Rovereto, 13 marzo 1795) è stato uno scrittore e letterato italiano.

## Biografia
Nacque a Rovereto in Trentino, quando la città apparteneva politicamente alla Contea del Tirolo che in quel periodo rientrava nel Sacro Romano Impero (secoli XI-XIX). Figlio dei letterati Giuseppe Valeriano Vannetti e Bianca Laura Saibante, studioso dei classici latini, scrisse varie opere in latino e, come critico letterario, si curò di linguistica e di letteratura latina. Alla giovane età di 17 anni, nel 1762, prese parte all'Accademia Roveretana degli Agiati, che era stata fondata dai suoi genitori e da altri acculturati roveretani, per esserne segretario per alcuni anni (1776-1795). Fu in contatto con famosi letterati italiani, quali Girolamo Tiraboschi, Ippolito Pindemonte, Melchiorre Cesarotti e Antonio Cesari, autore di una biografia di Vannetti dal titolo Vita del cavaliere Clementino Vannetti di Rovereto, pubblicata nel 1795.

## Opere

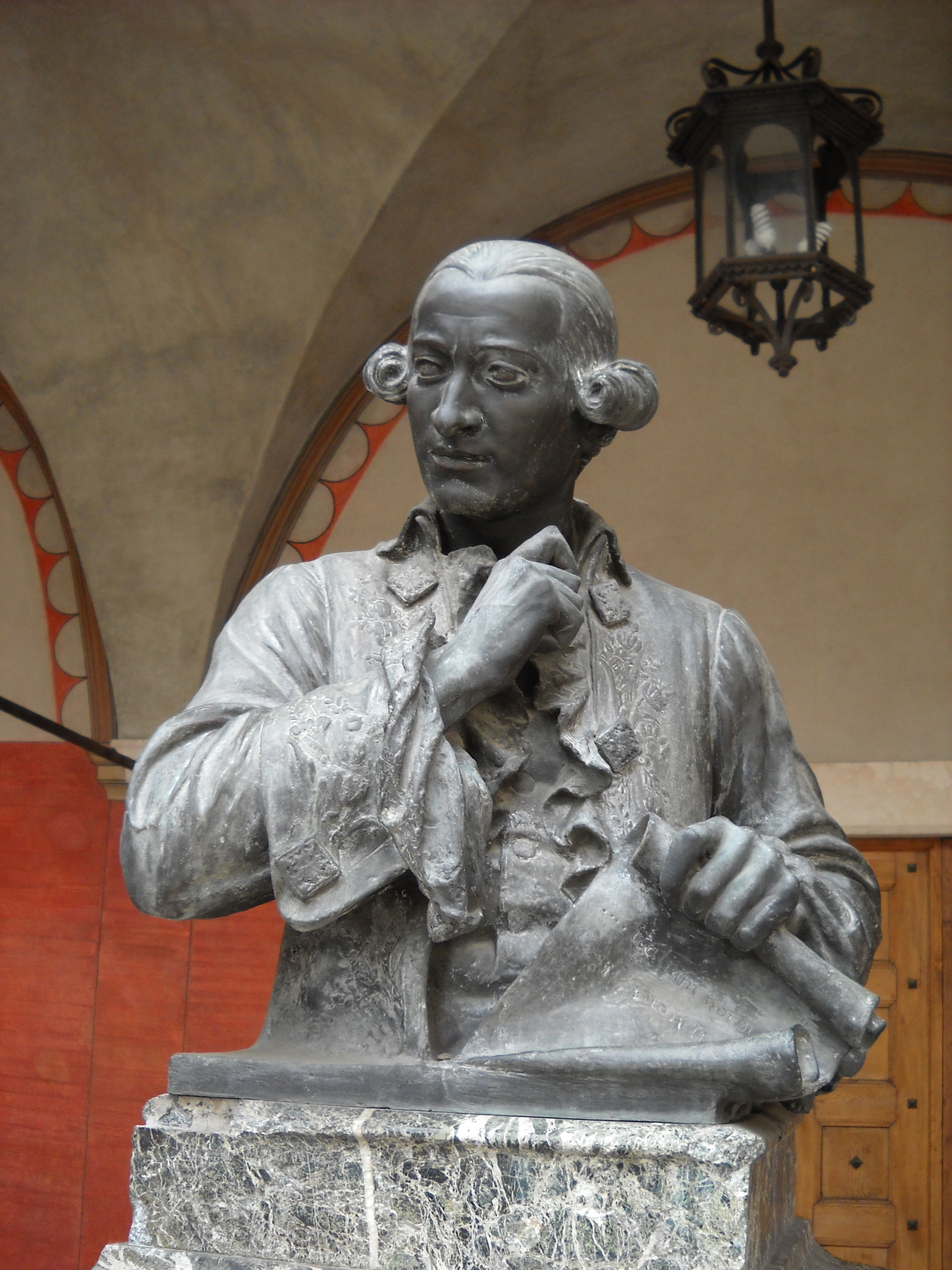
Busto di Clementino Vannetti realizzato da Carlo Fait posto presso la piazzetta Cassa di risparmio di Trento e Rovereto

Furono numerose le sue pubblicazioni di prose letterarie e di poesie in lingua italiana e in lingua latina. Il suo classicismo puristico trova il modello poetico in Orazio, con l'aggiunta di forme ottenute dalla lingua delle origini, di Dante Alighieri e del Cinquecento. Il Vannetti fu autore di Dialoghi, "sermoni" letterari e morali su modello oraziano, di rime bernesche e di novelle in stile boccacciano. Noto è il suo sonetto Italiani noi siam, non tirolesi al conte Antonio Morrocchesi, con cui si dimostrò essere antitedesco a causa della politica interna della Contea Tirolese con la divisione dei circoli amministrativi del Tirolo.
Nel 1788 il famoso conte di Cagliostro risiedette per qualche settimana a Rovereto. Questo ispirò al Vannetti un breve componimento latino, in cui descriveva la permanenza di Cagliostro usando ironicamente lo stile e le forme dei vangeli latini della chiesa cattolica. Pubblicato poi anonimo, il Liber memorialis de Caleostro ebbe una discreta diffusione e risonanza, sia fra i sostenitori che tra i detrattori del celebre ciarlatano.

## Toponomastica
Allo scrittore roveretano sono state dedicate più vie in giro per l'Italia, in particolare a Trento, Rovereto, Isera, Riva del Garda e Bufalotta.